# Chiesa di Nostra Signora (Oberwesel)
La chiesa di Nostra Signora a Oberwesel (Renania-Palatinato, Circondario del Reno-Hunsrück) è un edificio sacro di stile gotico nella Gola del Reno.
Dal 2002 la chiesa è stata dichiarata Patrimonio dell'umanità dall'UNESCO come parte del territorio della Gola del Reno.

## Storia
Originariamente la prima chiesa venne costruita presumibilmente nel 1213 al di fuori della cerchia muraria della città ai piedi dello Schönburg. L'edificio odierno risale alla prima metà del XIV secolo. L'inizio della costruzione è datato da un'iscrizione di 44 sillabe, distribuita sulle vetrate del coro, delle quali 30 sono ancora originali datata al 1308, anche se la scritta risale al 1331. La consacrazione del coro è stata stabilita originariamente nel 1331, il completamento, in base alla datazione dendrologica della torre ovest, si colloca dopo il 1351.
Nei tempi successivi vi furono ben poche modifiche costruttive degne di nota. Verso il 1400, con l'ampliamento della cinta muraria della città venne inclusa nella parte fortificata della medesima. Il più grave taglio fu la demolizione degli edifici collegati e del chiostro dopo la secolarizzazione del 1803.
Dal 1727 fu qui canonico del capitolo Martin Augsthaler († 1749). Egli fu anche vicario del duomo nella diocesi di Worms come presso gli altari della chiesa di San Pietro a Sausenheim (Grünstadt). In questi si trovano scritti di dediche che, fra l'altro a Nostra Signora di Oberwesel. Qui egli aggiunse un suo legato nel testamento per la costruzione della scuola latina del frati minori conventuali.

## Fabbricato e arredi

### Esterno

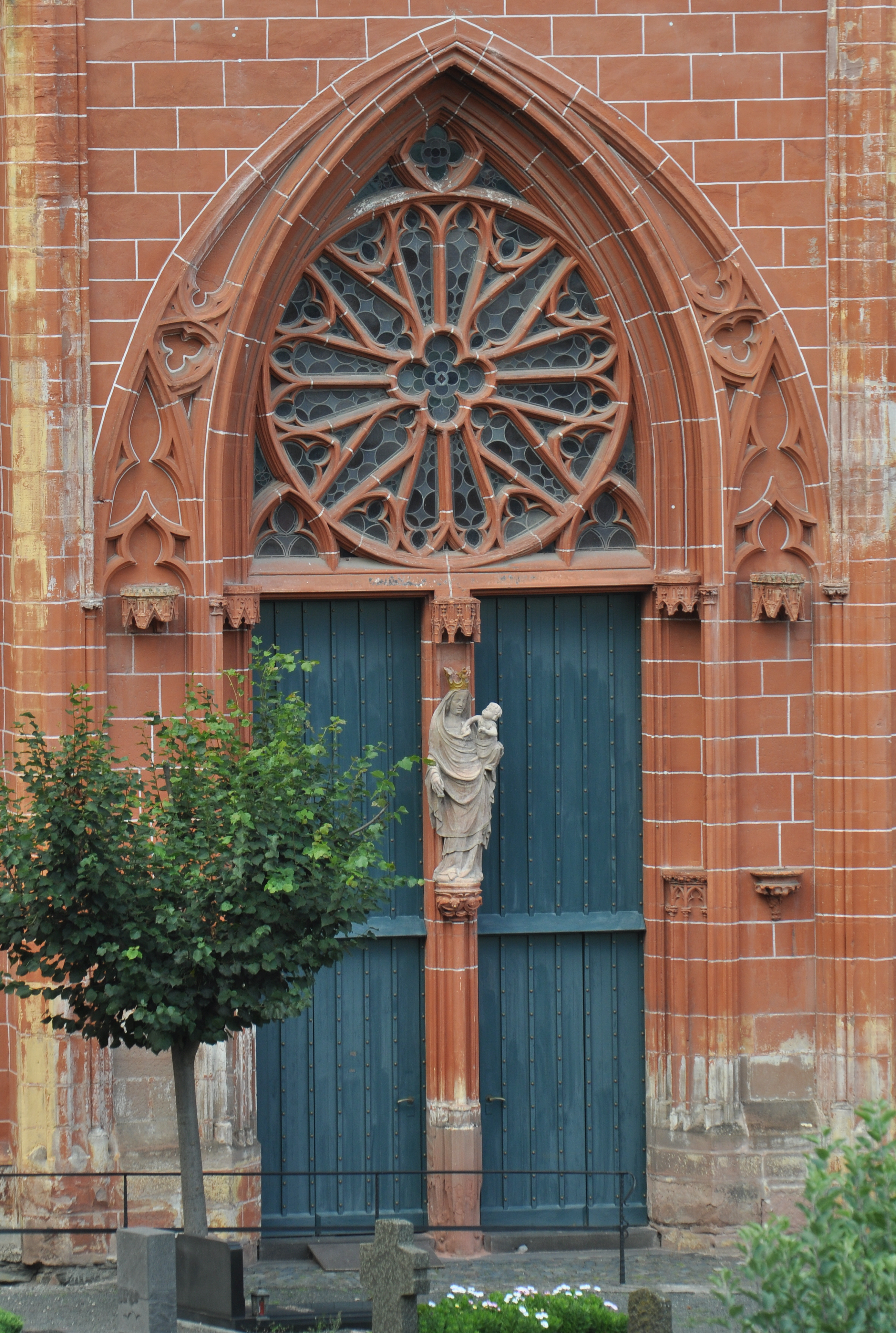
Il portale d'ingresso.

La basilica è a tre navate senza transetto con torre-ovest e coro la quale, tipico per i tempi del tardo gotico, grazie al gotico riduttivo, influenzato dall'architettura degli ordini mendicanti, è relativamente corta, eccezionale in confronto alla sua snellezza e verticalità.
La parte esterna del fabbricato giunge fino alla torre ovest facendo a meno di contrafforti, trovandosi i sostegni portanti all'interno come paraste.
La relativa brevità della costruzione a fronte della sua verticalità non diviene eclatante all'interno. L'effettiva navata centrale è priva del coro conventuale, normalmente delimitato dal profondo jubé e della più bassa campata della torre, con tre campate proprio lunghe quanto alte (questa proporzione dello spazio interno rimanda anche alla chiesa parrocchiale romanica nella vicina Bacharach).

### Interno
Il coro, che dal suo culmine misura una lunghezza superiore a quella della navata, è terminato, fin dai tempi della costruzione originaria, da un jubé filigranato, con trafori aperti e due (originariamente sei) statuette nel pennacchio.
Un crocifisso in legno di quercia, risalente al 1340, fu rubato dall'altar maggiore insieme ad altre opere figurative, già nel tardo XIX secolo e finì nel Museo delle Antichità di Magonza, oggi Landesmuseum Mainz.
Delle altre opere interne vi sono i parecchi monumenti funerari dal XIV al XVII secolo tra i quali spicca l'epitaffio di Ludwig von Ottenstein (16. Jh.), dipinti gotici sulle colonne, e la rappresentazione di san Rocco, l'organo barocco di Franz Joseph Eberhard (1740/45) come pissidi, calici e ostensori barocchi nella sacrestia.

#### Pala d'Oro

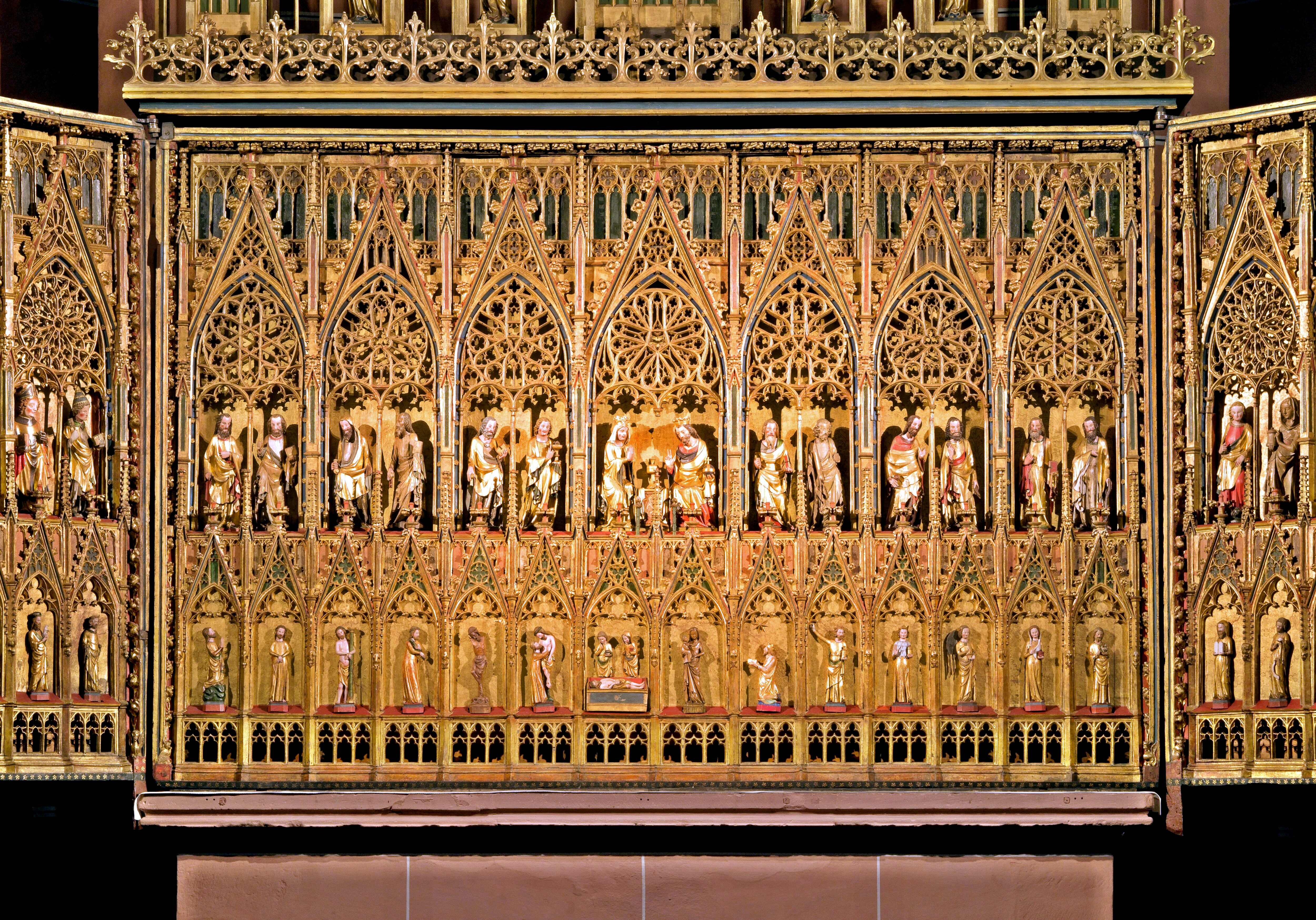
La Pala d'Oro.

Il Goldaltar è l'altar maggiore dela chiesa. Venne realizzato dalla Scuola di Colonia in legno intagliato e dorato nel 1330-40. Misura 2,45 metri d'altezza e (aperto) 6,50 m di larghezza ed è diviso in due livelli volto a rappresentare la Redenzione, che inizia con la caduta dell'uomo e termina con l'Incoronazione di Maria, il tutto animato dalle figure degli Apostoli, Martiri e Angeli. In basso i personaggi, inquadrati in edicole con ghimberghe traforate, sono alti circa 30 cm, mentre nella fila superiore le figure, alte 45 cm, sono poste dentro elaborate architetture composte da differenti rosoni e ghimberghe che ripropongono, in miniatura, la scultura gotica del portale, fortemente influenzata dai disegni architettonici della cattedrale di Strasburgo e alla facciata meridionale della chiesa di santa Caterina di Oppenheim.
La mano nella realizzazione dei due ordini di personaggi appare diversa, ma contemporanea e riconducibili una alla zona dell'Alto Reno e l'altra alla Scuola di Colonia

#### Organo
L'organo di Franz Joseph Eberhard del 1745 fu più volte restaurato. Nel 1936 subì un restauro da parte della Johannes Klais Orgelbau G.m.b.H. e un completamento con un piccolo positivo. Con un ulteriore restauro negli anni 1977–1980, da parte della stessa ditta, il suo stato originale venne in gran parte ristrutturato. Con una terza tastiera fu integrato una pedaliera. Infine vi fu inserita una tastiera ausiliaria elettronica. Lo strumento ha complessivamente 54 registri su tre tastiere e una pedaliera. La trasmissione è meccanica, quella dei registri elettronica.